# Lucie de Caltagirone
Lucie de Caltagirone (Caltagirone, moitié du XIVe siècle – Salerne, 1400) est une religieuse italienne du tiers-ordre franciscain, vénérée comme bienheureuse par l'Église catholique.

## Biographie
Après une enfance passée dans sa ville natale, Lucie s'installe à Salerne à l'âge de 13 ans et entre au couvent des franciscains tertiaires réguliers, vraisemblablement le couvent Saint-François de l'église de Saint-Nicolas. Ici, elle devient une référence spirituelle pour les fidèles et les personnes qui ont besoin d'aide. Elle mène une vie de pénitence avec une dévotion particulière aux cinq blessures du Christ. Elle est également fortement impliquée dans l'éducation des novices,. 
Elle meurt vers 1400 ; l'année de sa mort n'est pas certaine,. Après sa mort, son corps est transféré au monastère bénédictin de Santa Maria Maddalena à Salerne.

## Culte
De nombreux miracles ont été attribués à son intercession et son culte, initialement approuvé par le pape Callixte III, a ensuite été confirmé par le pape Léon X en 1514. L'Église catholique la commémore le 26 septembre selon le martyrologe romain,,.
Les informations sur sa vie viennent de chroniques plutôt tardives, comme les Annales Minorum de Luc de Wading (1588 - 1657).
Son culte est très présent dans sa ville natale, où se trouvent nombre de ses effigies.